# Spider-Man: The Animated Series
Spider-Man: The Animated Series (No Brasil, Homem-Aranha e em Portugal, Spider-Man - O Homem-Aranha) é uma animação do Homem-Aranha.
Foi o desenho mais bem sucedido do aracnídeo já feito até hoje. O produtor/editor foi John Semper Jr, e foi produzido pela Marvel Productions, de 1994 a 1998. Stan Lee (criador do Homem-Aranha) trabalhou na animação; como produtor executivo, revisor e consultor das histórias. No total, o desenho possui 65 episódios, divididos em cinco temporadas. 
No Brasil, o desenho foi exibido pela extinta Fox Kids em 1 de julho de 1995 e pela Rede Globo. Em Portugal, o desenho foi exibido pela SIC.

## A série
Quase todos os grandes vilões do aracnídeo (Duende Verde, Venom, Mystério, Doutor Octopus, Abutre, entre outros) apareceram na série. Outros personagens da Marvel, como Capitão América, Justiceiro,  Blade, Homem de Ferro, Demolidor, os X-Men e a S.H.I.E.L.D. também apareceram.
Os episódios seguem uma seqüência (como frequentemente acontece nos animês) o que o torna de difícil compreensão se os episódios não forem mostrados na ordem. Em um episódio, Mary Jane Watson fica presa em outra dimensão. O último episódio da série termina quando Homem-Aranha e Madame Teia partem para salva-la.

## Visão geral da produção
Enquanto X-Men: Animated Series estava sendo produzida pela Saban, Spider-Man foi produzida pelo recém-criada Marvel Films Animation; foi a única série que que o estúdio produziu, mas foi animada pela japonesa Tokyo Movie Shinsha e estúdios coreanos. Por muitos anos, a série foi a segunda mais longa da Marvel, depois de X-Men, bem como a série mais longa duração do Homem-Aranha (até Ultimate Spider-Man superar seu recorde em 2015). A série também era conhecido por seu alto nível de censura, armas de fogo foram substituídas por armas laser (no entanto, em alguns episódios, armas realistas foram descritas, mas apenas em flashbacks, como a exibição de armas sendo disparados durante um flashback sobre as origens do Justiceiro, onde sua família foi morta durante uma troca de tiros). A série é atualmente de propriedade e distribuído pela The Walt Disney Company, que adquiriu todas as propriedades relacionadas com Fox KIds da News Corporation e Saban International em 2001.

## Episódios

### 1ª Temporada:1994-1995
- Capítulo 01: Noite do Lagarto.
- Capítulo 02: A Viúva Negra.
- Capítulo 03: A Volta do Destruidor de Aranha.
- Capítulo 04: Doutor Octopus: Armado e Perigoso.
- Capítulo 05: A Ameaça de Mysterio.
- Capítulo 06: A Picada do Escorpião.
- Capítulo 07: Kraven O Caçador.
- Capítulo 08: A Roupa Alienígena: Parte 1.
- Capítulo 09: A Roupa Alienígena: Parte 2.
- Capítulo 10: A Roupa Alienígena: Parte 3.
- Capítulo 11: O Duende Macabro: Parte 1.
- Capítulo 12: O Duende Macabro: Parte 2.
- Capítulo 13: Dia do Camaleão.

### 2ª Temporada:1995-1996
- Capítulo 14: Os Seis Traiçoeiros (Parte 01).
- Capítulo 15: Os Seis Traiçoeiros (Parte 02).
- Capítulo 16: Hydroman.
- Capítulo 17: Morte Aos Mutantes (Parte 01).
- Capítulo 18: Morte Aos Mutantes (Parte 02).
- Capítulo 19: Morbius (Parte 01).
- Capítulo 20: Morbius (Parte 02).
- Capítulo 21: Duelo de Caçadores.
- Capítulo 22: Blade O Vampiro Caçador.
- Capítulo 23: O Vampiro Imortal.
- Capítulo 24: Tabuleta do Tempo.
- Capítulo 25: Devastação dos Tempos.
- Capítulo 26: O Gemido da Criatura.
- Capítulo 27: O Pesadelo Final.

### 3ª Temporada: 1996
- Capítulo 28: Doutor Strange.
- Capítulo 29: Faça um Desejo.
- Capítulo 30: O Ataque do Octobot.
- Capítulo 31: Chega O Duende Verde.
- Capítulo 32: Homens Foguetes.
- Capítulo 33: Enganado.
- Capítulo 34: O Homem Sem Medo.
- Capítulo 35: O Assassino Automato.
- Capítulo 36: Tombstone.
- Capítulo 37: O Venom Volta.
- Capítulo 38: Carnage.
- Capítulo 39: A Mancha.
- Capítulo 40: A Guerra dos Duendes.
- Capítulo 41: Ponto de Retorno.

### 4ª Temporada: 1997
- Capítulo 42: Culpado.
- Capítulo 43: O Gato.
- Capítulo 44: Gata Negra.
- Capítulo 45: O Retorno de Kraven.
- Capítulo 46: Parceiros.
- Capítulo 47: O Despertar.
- Capítulo 48: A Rainha Vampira.
- Capítulo 49: O Retorno do Duende Verde.
- Capítulo 50: Os Fantasmas de Mary Jane.
- Capítulo 51: O Rei Lagarto.
- Capítulo 52: O Gatuno.

### 5ª Temporada: 1997-1998
- Capítulo 53: O Casamento.
- Capítulo 54: Os Seis Guerreiros Esquecidos (Parte 1).
- Capítulo 55: Herança Não Reclamada (Parte 2).
- Capítulo 56: Segredos dos Seis (Parte 3).
- Capítulo 57: Os Seis Atacam Novamente (Parte 4).
- Capítulo 58: O Preço do Heroísmo (Parte 5).
- Capítulo 59: O Retorno de Hydro-Man (Parte 1).
- Capítulo 60: O Retorno de Hydro-Man (Parte 2).
- Capítulo 61: Guerras Secretas (Parte 1) A Chegada.
- Capítulo 62: Guerras Secretas (Parte 2) A Punição de Red Skull.
- Capítulo 63: Guerras Secretas (Parte 3) Dr.Doom.
- Capítulo 64: A Guerra dos Aranhas (Parte 1) Eu Odeio Clones.
- Capítulo 65: A Guerra dos Aranhas (Parte 2) Adeus Homem-Aranha.

## Dublagem
No Brasil, o estúdio de dublagem dessa animação foi a Álamo.
A direção de dublagem foi trocada inúmeras vezes, por isso vários personagens (principalmente os vilões) mudavam de voz constantemente; chegando a ter casos em que um mesmo personagem tinha mais de três dubladores.
- Peter Parker/Homem-Aranha - Mauro Eduardo
- Mary Jane Watson - Eleonora Prado (na maior parte da série), Márcia Regina (em alguns episódios)
- May Parker - Gessy Fonseca
- Ben Parker - Carlos Silveira (1ª voz), Mário Vilela (2ª voz)
- Ana Watson - Maximira Figueiredo (1ª voz), Ivete Jaime (2ª voz), Helena Samara (3ª voz)
- Felícia Hardy/Gata Negra - Vanessa Alves (na maior parte da série), Angélica Santos (em alguns episódios)
- Anastácia Hardy - Zaira Zordan (na maior parte da série), Maralise Tartarine (em alguns episódios)
- J. Jonah Jameson - Jonas Mello (1ª voz), Luiz Antônio Lobue (2ª voz)
- Joseph "Robbie" Robertson - Paulo Celestino Filho (1ª voz), Walter Cruz (2ª voz), Cássius Romero (3ª voz), Bruno Rocha (4ª voz), Eudes Carvalho (5ª voz), Aníbal Munhoz (6ª voz), Ivan Rebouças  (7ª voz)
- Flash Thompson - Eduardo Camarão (1ª voz), Marcelo Campos (2ª voz), Hermes Baroli (3ª voz), Francisco Brêtas (4ª voz), Rogério Vieira (5ª voz)
- Debra Wittman - Fatima Noya (1ª voz), Marli Bortoletto (2ª voz), Márcia Regina (3ª voz)
- Harry Osborn - Sergio Cavalcante (1ª voz), Bruno Rocha (2ª voz), Valter Santos (3ª voz)
- Wilson Fisk/Rei do Crime - Felipe Di Nardo (1ª voz), Muibo César Cury (2ª voz), Aldo César (3ª voz), João 'Jaci' Batista (4ª voz)
- Norman Osborn/Duende Verde - Valter Santos (1ª voz), Élcio Sodré (2ª voz), Helio Vaccari (3ª voz), Daoiz Cabezudo (4ª voz), Carlos Silveira (5ª voz), Ronaldo Artinic (6ª voz)
- Otto Octavius/Doutor Octopus - Ricardo Nóvoa (1ª voz), Leonardo Camilo (2ª voz), Afonso Amajones (3ª voz), Bruno Rocha (4ª voz), Cássius Romero (5ª voz), Paulo Celestino (6ª voz)
- Morrie Bench/Homem-Hídrico - Afonso Amajones (1ª voz), Ary Fernandes (2ª voz)
- Adrian Toomes/Abutre - Francisco Brêtas (1ª voz), Ronaldo Artinic (2ª voz), Afonso Amajones (3ª voz), Fábio Moura (4ª voz), Celso Alves (5ª voz)
- Quentin Beck/Mystério - Fábio Tomasini (1ª voz), Paulo Wolf (2ª voz), Marcelo Pissardini (3ª voz)
- Alistair Smythe - Eudes Carvalho (1ª voz), Paulo Porto (2ª voz), Afonso Amajones (3ª voz), Cassius Romero (4ª voz), Élcio Sodré (5ª voz), Wellington Lima (6ª voz)
- Sergei Kravinoff/Kraven - Felipe Di Nardo (1ª voz), Luiz Antônio Lobue (2ª voz), Gilberto Rocha (3ª voz), Paulo Celestino Filho (4ª voz)
- Michael Morbius - Élcio Sodré (1ª voz), Leonardo Camilo (2ª voz), Fábio Vilalonga (3ª voz), Walter Breda (4ª voz)
- Cabeça de Martelo - Ricardo Nóvoa (1ª voz), Gilberto Rocha (2ª voz)
- Detetive Terri Lee - Isaura Gomes (1ª voz), Zaíra Zordan (2ª voz)
- Cabeleira de Prata - Aldo César (1ª voz), Paulo Celestino (2ª voz), Fábio Moura (3ª voz)
- Alicia Cabeleira de Prata - Angélica Santos (1ª voz), Cecília Lemes (2ª voz), Márcia Regina (3ª voz)
- Doutora Maria Crawford - Zaira Zordan (1ª voz), Rosa Maria Baroli (2ª voz)
- Matt Murdock/Demolidor - Cassius Romero
- Shocker - Fabio Tomazini (1ª voz), Fábio Moura (2ª voz), Francisco Brêtas (3ª voz), Ivo Roberto (4ª voz)
- Dormammu - Felipe Di Nardo (1ª voz), Muibo César Cury (2ª voz)
- Jason Phillips/Duende Macabro - Walter Breda (1ª voz), Ricardo Nóvoa (2ª voz), César Leitão (3ª voz), Francisco Brêtas (4ª voz)
- Dr. Curt Connors/Lagarto - Daoiz Cabezudo (1ª voz), Paulo Wolf (2ª voz), Luiz Antônio Lobue (3ª voz)
- Frank Castle/Justiceiro - Valter Santos (1ª voz), Cassius Romero (2ª voz)
- Steve Rogers/Capitão América - Marcelo Pissardini
- Caveira Vermelha - Paulo Wolf
- Mordo - Mário Jorge Montini (1ª voz), Ary Fernandes (2ª voz), Felipe Di Nardo (3ª voz), Muibo César Cury (4ª voz)
- Eddie Brock - Fábio Moura (1ª voz), Bruno Rocha (2ª voz)
- Venom - Affonso Amajones (1ª voz), Cassius Romero (2ª voz)

## Em Portugal
Em Portugal a série passou em 1996, na SIC, inicialmente aos Sábados de manhã como conteúdo programático do espaço infantil Super Buéréré. Contou com as vozes de Sérgio Silva (Peter Parker, o Homem-Aranha), Elsa Galvão (todas as mulheres da série), José Neves (Kingpin, J. Jonah Jameson, entre outros), António Feio (Duende Verde, Duende Macabro, entre outros) e Álvaro Correia (Smythe, Dr. Connors, entre outros).
Em 2002 a SIC Home Video lança o primeiro volume de O Regresso do Homem-Aranha com os 3 primeiros episódios da série. Em 2004, a mesma produtora de vídeos da SIC lança o segundo volume com os episódios 4, 5 e 7. Por motivos relacionados com fraco investimento na distribuição a nível nacional, o lançamento de DVDs foi descontinuado.
Em 2006, a Prisvideo decide editar e distribuir os DVDs americanos lançados em 2004 pela  Buena Vista Home Entertainment, sem extras e sob os títulos O Regresso do Duende Verde e A Saga de Venom, continuando até 2008 com o Homem Aranha - Contra o Doutor Octopus, O Derradeiro Confronto de Vilões e O Demolidor contra o Homem Aranha. Estes DVDs que já tinham gerado protestos no mercado americano pela disposição dos episódios fora do contexto e sem ordem cronológica, viram reforçadas as suas criticas nos consumidores portugueses pela dobragem ser nova e estar pior que a da SIC.
A partir de Março de 2009 a mesma editora (agora Pris Audiovisuais) começa a distribuir a série, em volumes numerados, com as dublagens originais da SIC, conseguindo vendas que permitiram alcançar (em 23 de Outubro de 2011) quatro temporadas, em 18 volumes que correspondem a 54 episódios.
Faltam 2 lançamentos (11 episódios em 4 volumes) para a Pris Audiovisuais completar a coleção de 5 temporadas.

## Possível Continuação
Em março de 2024, após o lançamento de X-Men '97, que continuou a série animada dos X-Men, os fãs do Homem-Aranha começaram a cogitar a possibilidade de que a série animada do Homem-Aranha dos anos 90 também ganhasse uma continuação. Na ocasião, o produtor John Semper Jr disse que, se procurado, aceitaria sim fazer uma continuação da série. Contudo, dois meses depois, o chefe de TV, animação e streaming da Marvel Studios, Brad Winderbaum, disse que uma continuação da série animada do Homem-Aranha dos anos 90 não deve ocorrer num futuro próximo pois o estúdio está focado na série dos X-Men. Apesar disso, ele não descartou a possibilidade da série do Homem-Aranha ganhar uma continuação.